# Para (fiume)
La Para (in russo Пара́?) è un fiume della Russia europea centrale (oblast' di Tambov e di Rjazan'), affluente di destra della Oka (bacino idrografico del Volga).
Il fiume scorre in direzione settentrionale lungo il bassopiano della Oka e del Don. Sfocia nel fiume Oka a 556 km dalla foce, a est della città di Šilovo. Il fiume ha una lunghezza di 192 km, l'area del suo bacino è di 3 590 km². Gela da novembre ad aprile. Il maggior affluente è la Vërda (lunga 75 km) proveniente dalla sinistra idrografica.